# Fred Jackman Jr.
Pour les articles homonymes, voir Jackman.

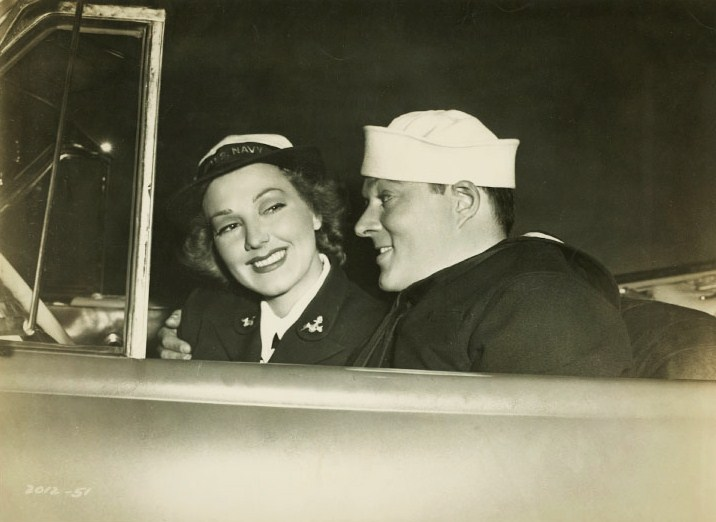
The Navy Way (1944), avec Jean Parker et William Henry

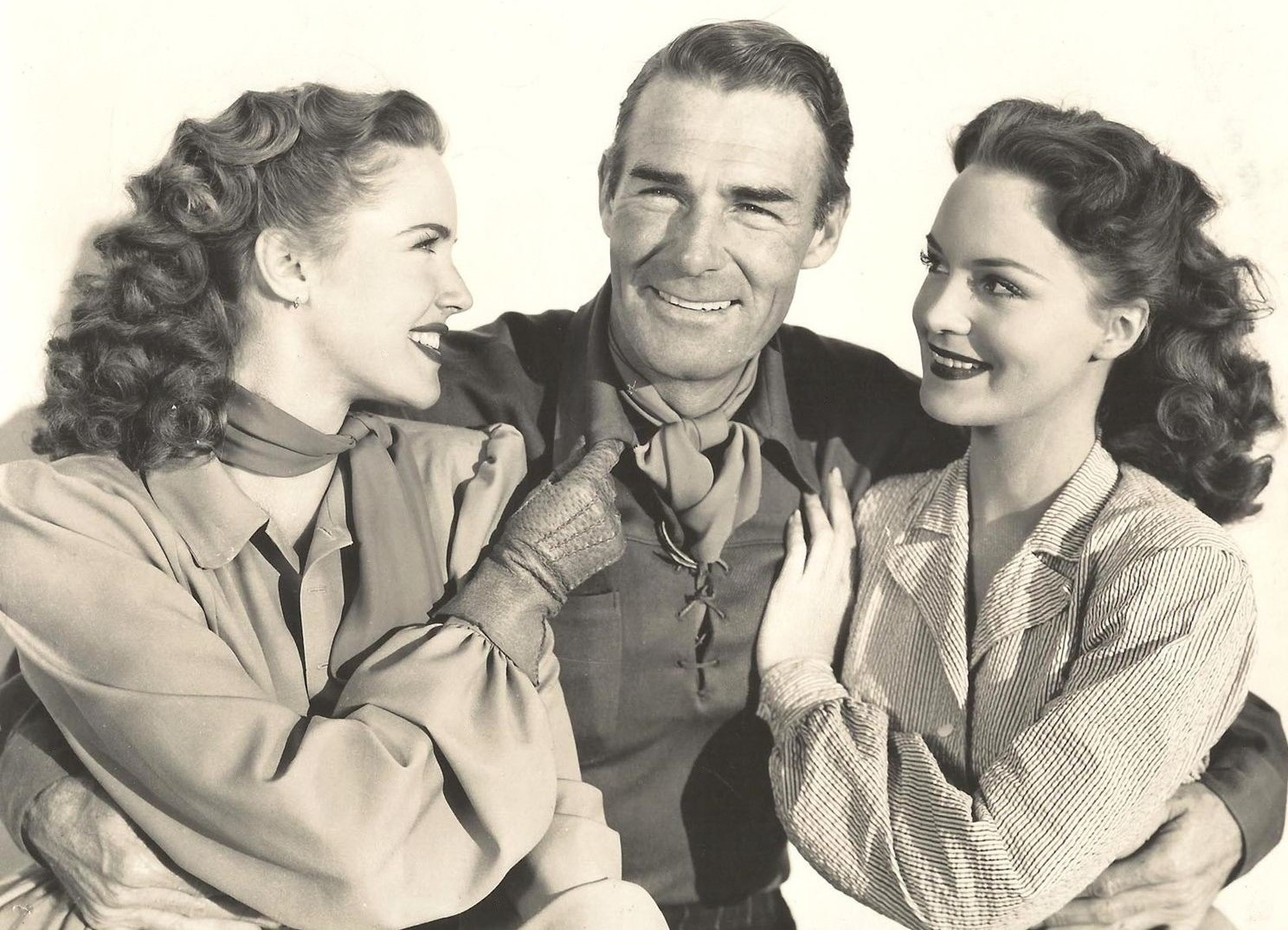
La Vallée maudite (1947), avec Barbara Britton, Randolph Scott et Dorothy Hart (de g. à d.)

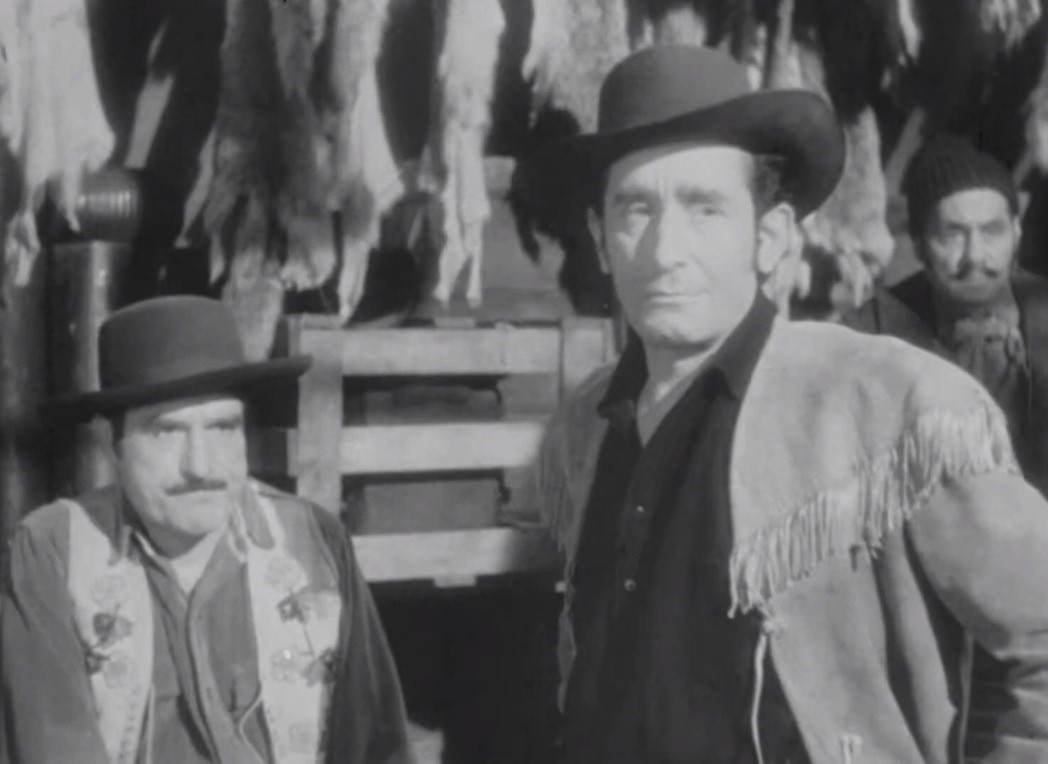
Canadian Pacific (1949), avec John Parrish (à g.) et Victor Jory

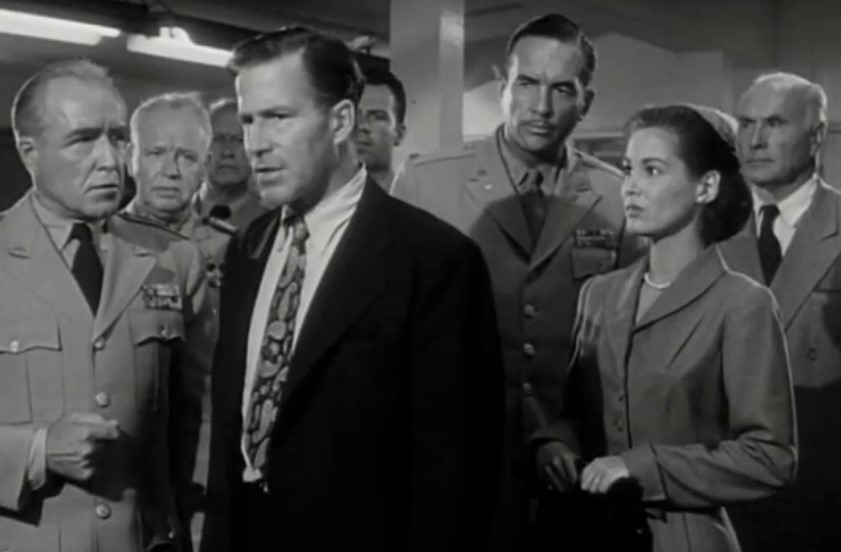
Les soucoupes volantes attaquent (1956), avec Grandon Rhodes, Hugh Marlowe et Joan Taylor (au premier plan, de g. à d.)

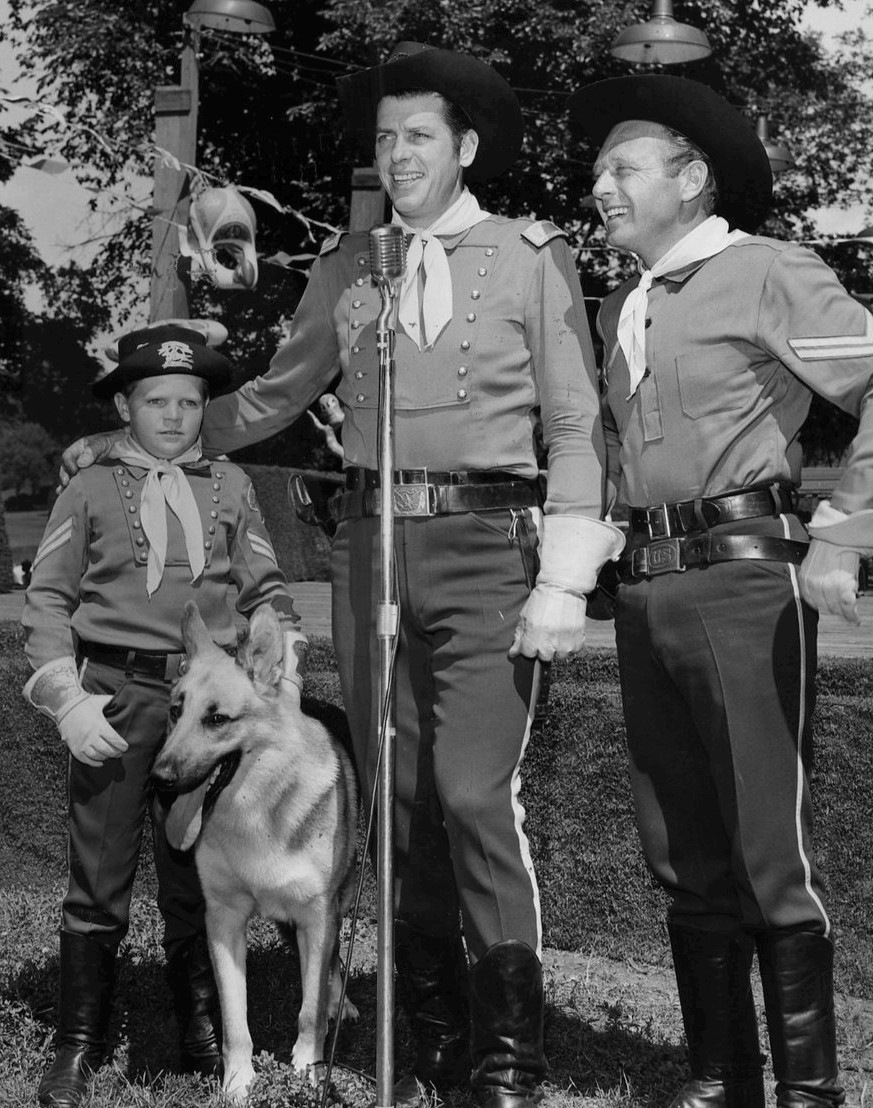
Série Rintintin, avec Lee Aaker, James Brown et Rand Brooks (1956, de g. à d.)

Frederic Hammond Jackman, né le 8 janvier 1913 à Los Angeles (Californie), ville où il est mort le 9 décembre 1982, est un directeur de la photographie (membre de l'ASC) et réalisateur américain, connu comme Fred Jackman Jr. (parfois crédité Fred H. Jackman ou Fred H. Jackman Jr. ou Fred Jackman).

## Biographie
Fils du directeur de la photographie et réalisateur Fred Jackman Sr. (1881-1959) et neveu du directeur de la photographie Floyd Jackman (1885-1962), Fred Jackman Jr. débute lui-même comme chef opérateur sur le western B Moonlight on the Prairie de D. Ross Lederman (1935, avec Dick Foran et Sheila Bromley). Suivent quatre-vingts autres films (principalement de série B) à ce poste, le dernier étant Le Casse-cou de Gordon Douglas (1977, avec Gene Kelly et Lauren Hutton). Entretemps, mentionnons des westerns avec Randolph Scott (dont La Vallée maudite de George Waggner en 1947 et La Piste des caribous d'Edwin L. Marin en 1950), le film de science-fiction Les soucoupes volantes attaquent de Fred F. Sears (1956, avec Hugh Marlowe et Joan Taylor), le film musical C'est la fête au harem de Gene Nelson (1965, avec Elvis Presley et Mary Ann Mobley) et le drame L'Affrontement d'Herbert B. Leonard (1971, avec Robert Mitchum et Brenda Vaccaro).
Pour la télévision américaine, il est directeur de la photographie sur trente-deux séries (notamment de western) entre 1952 et 1981, dont Rintintin (soixante-neuf épisodes, 1954-1959), Le Cheval de fer (intégrale en quarante-sept épisodes, 1966-1969) et Quincy (quarante épisodes, 1977-1979). Il est également réalisateur sur onze séries de 1957 à 1965, dont Rintintin précitée (dix-sept épisodes, 1957-1958).
S'ajoutent onze téléfilms (1959-1980) comme chef opérateur, dont Time Travelers d'Alexander Singer (1976, avec Francine York et Richard Basehart).
Fred Jackman Jr. meurt en 1982, à 69 ans.

## Filmographie partielle

### Cinéma
Directeur de la photographie
- 1935 : Moonlight on the Prairie de D. Ross Lederman
- 1939 : Sky Patrol d'Howard Bretherton
- 1941 : Espions volants (Flying Blind) de Frank McDonald
- 1943 : Alerte aux sous-marins (en) (Submarine Alert) de Frank McDonald
- 1944 : The Navy Way (en) de William Berke
- 1946 : Tokyo Rose de Lew Landers
- 1946 : Hot Cargo de Lew Landers
- 1947 : La Vallée maudite (Gunfighters) de George Waggner
- 1948 : Ton heure a sonné (Coroner Creek) de Ray Enright
- 1948 : L'Île inconnue (Unknown Island) de Jack Bernhard
- 1948 : Le Prince des voleurs (The Prince of Thieves) d'Howard Bretherton
- 1948 : La Descente tragique (Albuquerque) de Ray Enright
- 1949 : Canadian Pacific d'Edwin L. Marin
- 1949 : L'Homme de Kansas City (Fighting Man of the Plains) d'Edwin L. Marin
- 1950 : La Piste des caribous (The Cariboo Trail) d'Edwin L. Marin
- 1955 : Meurtres à responsabilité limitée (Chicago Syndicate) de Fred F. Sears
- 1955 : Nuit de terreur (The Night Holds Terror) d'Andrew L. Stone
- 1956 : Les soucoupes volantes attaquent (Earth vs. the Flying Saucers) de Fred F. Sears
- 1956 : Le Diabolique M. Benton (Julie) d'Andrew L. Stone
- 1957 : Meurtres sur la dixième avenue (Slaughter on Tenth Avenue) d'Arnold Laven
- 1958 : Police vendue à Brooklyn (en) (The Case Against Brooklyn) de Paul Wendkos
- 1959 : The Flying Fontaines de George Sherman
- 1965 : C'est la fête au harem (Harum Scarum) de Gene Nelson
- 1971 : L'Affrontement (Going Home) d'Herbert B. Leonard
- 1977 : Le Casse-cou (Viva Knievel!) de Gordon Douglas

### Télévision

#### Séries
Directeur de la photographie
- 1954-1959 : Rintintin (The Adventures of Rin Tin Tin), saisons 1 à 5, 69 épisodes
- 1956-1957 : Circus Boy, saison 1, épisode 1 Meet Circus Boy, épisode 3 The Great Gambino, épisode 5 Corky and the Circus Doctor, épisode 7 The Little Fugitive, épisode 9 White Eagle (1956), épisode 14 Farewell to the Circus et épisode 33 Hortense the Hippo (1957)
- 1965 : Jinny de mes rêves (I Dream of Jeannie), saison 1, épisode 1 Mise en bouteille (The Lady in the Bottle), épisode 2 Mon héros ? (My Hero?), épisode 6 Meurtre en mer (The Yacht Murder Case), épisode 7 Qui a vu Jinny ? (Anybody Here Seen Jeannie?), épisode 9 Jinny fait son cinéma (The Moving Finger) et épisode 10 Secret de famille (Djinn and Water)
- 1966-1968 : Le Cheval de fer (The Iron Horse), saisons 1 et 2, 47 épisodes (intégrale)
- 1975-1976 : Les Robinson suisses (Swiss Family Robinson), saison unique, 12 épisodes
- 1977 : The Amazing Spider-Man,  épisode pilote de E. W. Swackhamer
- 1977 : Hunter, saison unique, épisode 4 Le Complot (The Hit), épisode 5 Les Témoins (The Costa Rican Connection), épisode 6 Le Groupe K, 1re partie (The K Group, Part I) et épisode 11 Un dossier brûlant (The Lovejoy File)
- 1977-1979 : Quincy (Quincy, M.E.), saisons 3 et 4, 40 épisodes

Réalisateur
- 1957 : Circus Boy, saison 2, épisode 7 The Clemens Boys, épisode 8 The Magic lantern, épisode 12 The Judge's Boy et épisode 13 The Return of Buffalo Bill
- 1957 : Rintintin (The Adventures of Rin Tin Tin), saisons 3 à 5, 17 épisodes
- 1963 : Gunsmoke ou Police des plaines (Gunsmoke ou Marshal Dillon((), saison 8, épisode 25 Quint's Indian
- 1963 : Route 66 (titre original), saison 3, épisode 31 Soda Pop and Paper Flags
- 1963 : Les Voyages de Jaimie McPheeters (The Travels of Jaimie McPheeters), saison unique, épisode 2 The Day of the First Trail, épisode 6 The Day of the Skinners et épisode 15 The Day of the Pawnee (Part II)
- 1965 : Les Aventuriers du Far West (Death Valley Days), saison 13, épisode 18 Raid on the San Francisco Mint

#### Téléfilms
Directeur de la photographie
- 1959 : The Fat Man: The Thirty-Two Friends of Gina Lardelli de Joseph H. Lewis
- 1965 : My Island Family d'Henry Koster
- 1969 : In Name Only de E. W. Swackhamer
- 1971 : Is There a Doctor on the House de E. W. Swackhamer
- 1976 : Time Travelers d'Alexander Singer
- 1977 : Roger and Harry: The Mitera Target de Jack Starrett
- 1977 : Escape from Bogen Country de Steven Hilliard Stern
- 1977 : Sharon: Portrait of a Mistress de Robert Greenwald
- 1979 : The Castaways on Gillian's Island d'Earl Bellamy
- 1980 : Reward de E. W. Swackhamer